# Duct diferențial vestigial
Ductele diferențiale vestigiale (canalele Gartner) reprezintă canalicule, prezente sub forma unor cordoane fibroase amplasate paralele, pe părțile laterale ale uterului, colului uterin și partea superioară a vaginului, în ligamentul larg (mezosalpinge). Ductele diferențiale vestigiale sunt rămășițe embrionare ale ductelor mezonefrotice Wolff.
Au fost descoperite și descrise pentru prima dată în 1822 de către chirurgul și anatomistul danez Hermann Treschow Gartner.
În timpul dezvoltării embriologice, canalele mezonefrice (din care se dezvoltă ductele vestigiale) regresează. Dar, aproximativ 25% din femeile adulte prezintă rămășițe ale acestor canale. În unele cazuri rare, în aceste canale pot apărea chisturi.

## Omologie
Ductele diferențiale vestigiale echivalează cu organele aparatului genital masculin: epididim, canale deferente, canale ejaculatoare și vezici seminale, care se formează în timpul embriogenezei din canalele mezonefrotice Wolff.